# Sistema de oleoducto Trans-Alaska
El sistema de oleoducto Trans-Alaska (SOTA), es un oleoducto que recorre toda la península de Alaska de norte a sur. Comprende el oleoducto Trans-Alaska, 12 estaciones de bombeo, cientos de miles de tuberías alimentadoras y la terminal Marine Valdez. 

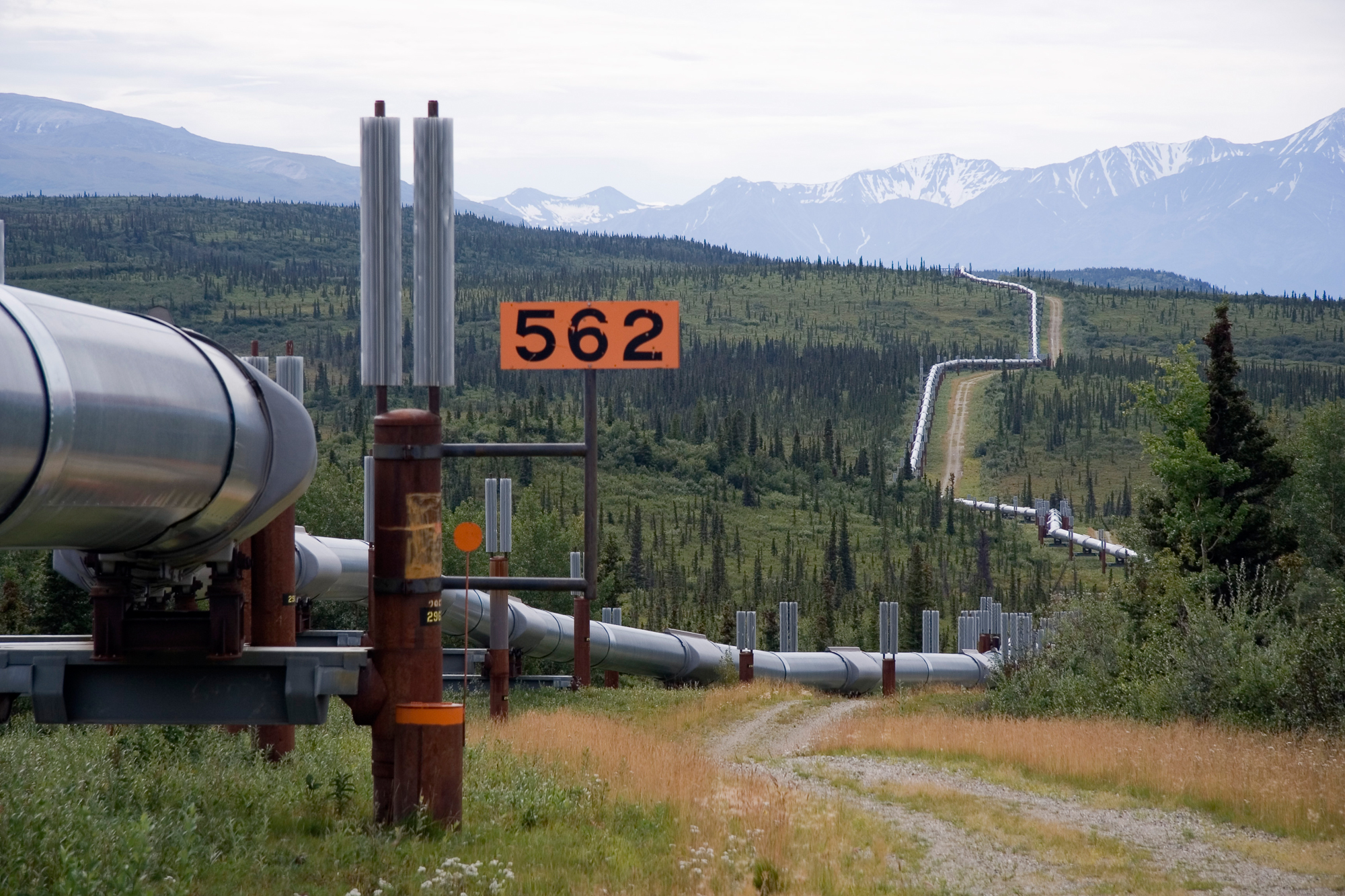
Foto del oleoducto.

El SOTA es uno de los más grandes sistemas de oleoducto. Es comúnmente llamado Oleoducto Alaska, oleoducto Trans-Alaska u Oleoducto Alyeska, pero estos términos sólo engloban los 1287 kilómetros de tuberías con un diámetro de 122 centímetros que transportan combustible desde la Bahía Prudhoe a Valdez, Alaska. El combustible es propiedad de la Compañía de oleoductos Alyeska.